# Sielsowiet Subacze
Sielsowiet Subacze (biał. Субацкі сельсавет; ros. Субочский сельсовет) – sielsowiet na Białorusi, w obwodzie grodzieńskim, w rejonie wołkowyskim, z siedzibą w Subaczach.
Według spisu z 2009 sielsowiet Subacze zamieszkiwało 2714 osób, w tym 1443 Białorusinów (53,17%), 1044 Polaków (38,47%), 143 Rosjan (5,27%), 24 Ukraińców (0,88%), 5 Niemców (0,18%), 4 Uzbeków (0,15%), 5 osób innych narodowości i 46 osób, które nie podały żadnej narodowości.

## Historia
25 września 2003 z sielsowietu Werejki odłączono 11 miejscowości, które weszły w skład sielsowietu Subacze. Stanowią one obecnie zachodnią część jednostki. 27 grudnia 2011 wieś Olszymowo z sielsowietu Subacze została włączona w granice Wołkowyska.

## Miejscowości
- agromiasteczko:
  - Subacze
- wsie:
  - Gociewicze
  - Jatwieź
  - Kołłątaje
  - Kosin
  - Krasny Hrud
  - Kuropaty
  - Liczyce
  - Menczele
  - Nowaja Jatwieź
  - Olszymowo
  - Orany
  - Ostrowczyce
  - Ozieranki Małe
  - Ozieranki Wielkie
  - Piekary
  - Pożarki
  - Sielachy
  - Skuraty
  - Słowiki
  - Szandry
  - Sznipowo
  - Szulejki
  - Tereszki
  - Wiszniewicze
  - Zancewicze
  - Zubowszczyzna
  - Żeniowce